# Антон Арнаудов
Антон Константинов Арнаудов е български революционер, деец на Вътрешната македоно-одринска революционна организация.

## Биография
Арнаудов е роден на 6 януари 1866 година в Одрин, тогава в Османската империя. Учи в духовното училище в родния си град и работи като учител там (1894 - 1897). В 1895 година става член на ВМОРО покръстен от Христо Коцев и същата година е избран за секретар на окръжния комитет в Одрин. Член на комитета е от 1895 до 1897 година.
В 1897 година е преместен като главен български учител в Гюмюрджина, където остава до 1904 година. Арнаудов организира революционен комитет в града и в някои български села в Гюмюрджинско и Чокенско.
От 1904 до 1913 година отново преподава в Одрин. Арестуван е по време на Балканската война в 1912 година и е изпратен на заточение в град Измит, Мала Азия.
В 1915 година се преселва в София, където е член на Тракийската организация. Умира на 17 октомври 1948 година в София.